# Słupia (gmina w województwie świętokrzyskim)

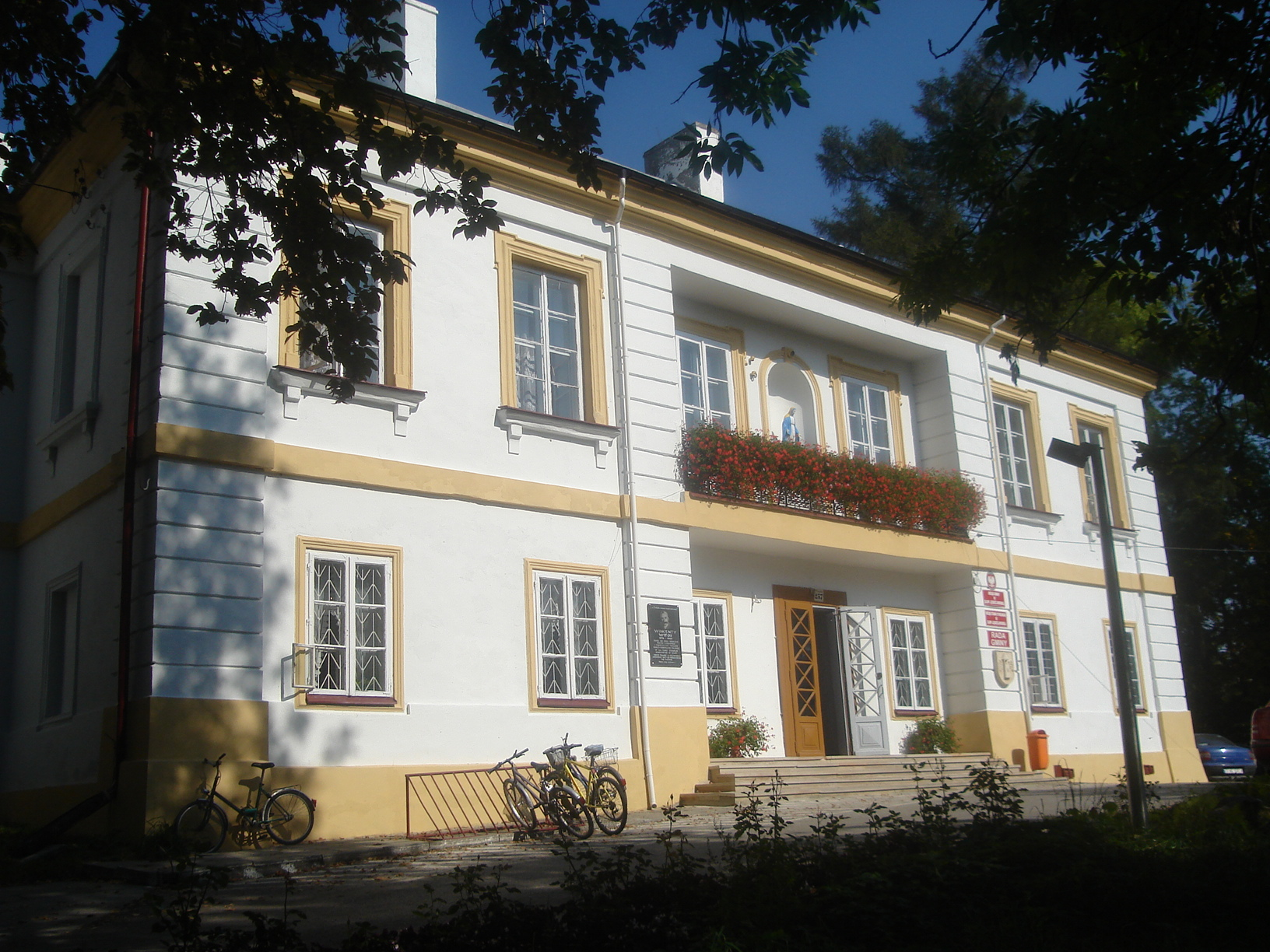
Urząd gminy w Słupi

Słupia (do 24 IV 2012 Słupia (Jędrzejowska)) – gmina wiejska w województwie świętokrzyskim, w powiecie jędrzejowskim. W latach 1975–1998 gmina położona była w województwie kieleckim.
Siedziba gminy to Słupia.
Na koniec 2010 r. gminę zamieszkiwało 4461 osób.

## Struktura powierzchni
Według stanu na 1 stycznia 2011 r. powierzchnia gminy wynosi 108,42 km².
W 2007 r. 81% obszaru gminy stanowiły użytki rolne, a 13% – użytki leśne.

## Demografia

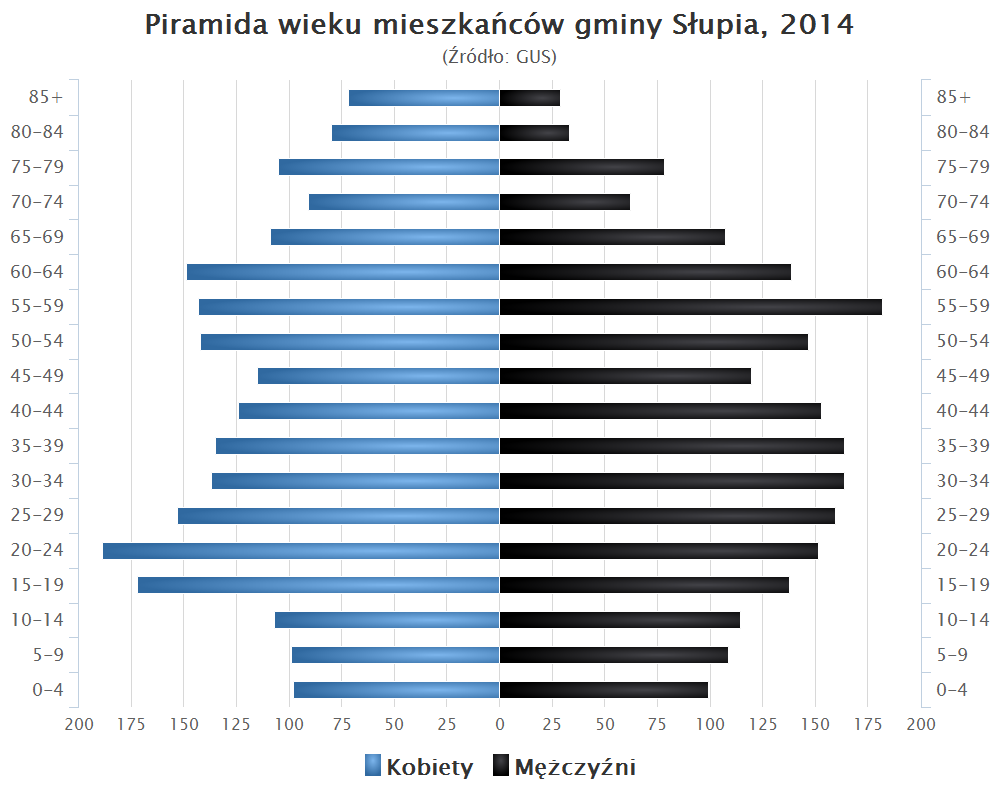
Piramida wieku mieszkańców gminy Słupia w 2014 roku

Dane z 31 grudnia 2010 r.:
| Opis      | Ogółem | Ogółem | Kobiety | Kobiety | Mężczyźni | Mężczyźni |
| --------- | ------ | ------ | ------- | ------- | --------- | --------- |
| jednostka | osób   | %      | osób    | %       | osób      | %         |
| populacja | 4 461  | 100    | 2 216   | 49,7    | 2 245     | 50,3      |

## Miejscowości
| Miejscowości podstawowe w administracji gminy | Miejscowości podstawowe w administracji gminy | Miejscowości podstawowe w administracji gminy |
| Rodzaj miejscowości                           | Identyfikator SIMC                            | Nazwa miejscowości                            |
| --------------------------------------------- | --------------------------------------------- | --------------------------------------------- |
| Kolonie                                       | 0269469                                       | Dębina                                        |
| Kolonie                                       | 0268889                                       | Dębina                                        |
| Kolonie                                       | 0269370                                       | Gawrony                                       |
| Kolonie                                       | 0269498                                       | Gawrony                                       |
| Kolonie                                       | 0269280                                       | Hektary                                       |
| Kolonie                                       | 0269297                                       | Julianów                                      |
| Kolonie                                       | 0269340                                       | Kamieniec                                     |
| Kolonie                                       | 0268808                                       | Koło Cmentarza                                |
| Kolonie                                       | 0269096                                       | Kopaniny                                      |
| Kolonie                                       | 0269185                                       | Krzaki                                        |
| Kolonie                                       | 0269191                                       | Łopata                                        |
| Kolonie                                       | 0269104                                       | Łopata                                        |
| Kolonie                                       | 0269110                                       | Modlin                                        |
| Kolonie                                       | 0269216                                       | Nowy Podgaj                                   |
| Kolonie                                       | 0268895                                       | Okupniki                                      |
| Kolonie                                       | 0269127                                       | Olszyca                                       |
| Kolonie                                       | 0269009                                       | Pod Krzelowskim Lasem                         |
| Kolonie                                       | 0269222                                       | Pod Lasem                                     |
| Kolonie                                       | 0269239                                       | Podgaj                                        |
| Kolonie                                       | 0268903                                       | Podlesie                                      |
| Kolonie                                       | 0269015                                       | Rędziny                                       |
| Kolonie                                       | 0269245                                       | Stary Gaj                                     |
| Kolonie                                       | 0269044                                       | Zagórze                                       |
| Kolonie                                       | 0269430                                       | Zagórze                                       |
| Kolonie                                       | 0269156                                       | Zakarczmie                                    |
| Osady                                         | 0269073                                       | Julianów                                      |
| Osady leśne                                   | 0269334                                       | Bór                                           |
| Osady leśne                                   | 1016440                                       | Kreślina                                      |
| Wsie                                          | 0268783                                       | Dąbrowica                                     |
| Wsie                                          | 0268790                                       | Jasieniec                                     |
| Wsie                                          | 0268837                                       | Nowa Wieś                                     |
| Wsie                                          | 0268872                                       | Nowy Węgrzynów                                |
| Wsie                                          | 0268910                                       | Obiechów                                      |
| Wsie                                          | 0268961                                       | Raszków                                       |
| Wsie                                          | 0269050                                       | Rawka                                         |
| Wsie                                          | 0269067                                       | Rożnica                                       |
| Wsie                                          | 0269162                                       | Sieńsko                                       |
| Wsie                                          | 0269274                                       | Słupia                                        |
| Wsie                                          | 0269328                                       | Sprowa                                        |
| Wsie                                          | 0269386                                       | Stary Węgrzynów                               |
| Wsie                                          | 0269446                                       | Wielkopole                                    |
| Wsie                                          | 0269452                                       | Wywła                                         |

## Sołectwa
Gminę Słupia tworzy 43 miejscowości w 14 sołectwach:
Dąbrowica
, Jasieniec
, Nowa Wieś
, Nowy Węgrzynów
, Obiechów
, Raszków
, Rawka
, Rożnica
, Sieńsko
, Słupia
, Sprowa
, Stary Węgrzynów
, Wielkopole
, Wywła.

## Sąsiednie gminy
Moskorzew, Nagłowice, Sędziszów, Szczekociny, Żarnowiec

## Wójtowie gminy Słupia
- Zbigniew Koper (1990-1996)
- Stanislaw Czarny (1996-1998)
- Janusz Grabek (1998-2010)
- Krzysztof Nowak (2010-2018)
- Tomasz Koper (2018-nadal)